# Beek (Montferland)
Pour les articles homonymes, voir Beek.
Beek est un village situé dans la commune néerlandaise de Montferland, dans la province de Gueldre. Le village compte environ 2 500 habitants.